# Ребай, Хилла фон
Хильдега́рд А́нна Авгу́ста Эли́забет Реба́й фон Эренви́зен (нем. Hildegard Anna Augusta Elisabeth Rebay von Ehrenwiesen, 31 мая 1890[…], Страсбург — 27 сентября 1967[…], Фэрфилд, Коннектикут) — немецкая и американская художница, галерист, меценат, сооснователь фонда и первый директор музея современного искусства Соломона Гуггенхейма. 
Хилла фон Ребай внесла значительный вклад в популяризацию беспредметной живописи, именно она вдохновила Гуггенхейма на собрание его первой коллекции и пригласила архитектора Фрэнка Райта создать здание музея в Нью-Йорке.
Творческий путь как художник фон Ребай прошла от классической живописи к кубизму, абстрактному искусству и жанру коллажа. Начала рисовать ещё в детском возрасте, уже в 22 года выставлялась в Кёльне, в Мюнхенском сецессионе и Салоне Независимых, а в 26 лет стала участником Der Sturm, где встретила оказавшего значительное влияние на всю её жизнь художника Рудольфа Бауэра. 
С 1927-го жила в США, где познакомилась с Соломоном Гуггенхеймом. С этого момента её деятельность в основном была направлена на создание его коллекции беспредметной живописи, организацию выставок и музея. После смерти Гуггенхейма была снята с поста директора наследниками, продолжила деятельность в мире искусства уже как основатель собственных фонда и коллекции. Художественные произведения второй половины её жизни получили широкое признание только после смерти фон Ребай. С 1970-х собрание фон Ребай вошло в фонд музея имени Гуггенхейма.

## Биография

### Семья и ранние годы
Хильдегард Ребай фон Эренвизен родилась в Страсбурге в семье баварского барона Франца Йозефа Ребай фон Эренвизен и его супруги Антуаны (в девичестве — фон Эйкен). История влиятельного рода её матери прослеживается вплоть до XI века. В 1800-х семья фон Эйкен открыла в Рурской области первые шахты по добыче угля. Хильда и её старший брат выросли в Германии. Частыми гостями семьи были выдающиеся деятели своего времени и представители мира искусства. Родители поощряли появившийся с раннего детства интерес к рисованию, Хилла в пять лет создавала первые портреты, которые были «неожиданно хороши» для маленького ребёнка. Она также училась музыке, уже в 12 лет начала давать концерты как пианистка, но в 15 лет решила полностью посвятить себя живописи.
Хилла фон Ребай училась в Страсбурге, Фрайбурге и Кёльне, а в 16 лет отправилась в Париж и поступила в Академию Жюлиана. Она занималась в студиях классической живописи у нескольких педагогов, тогда же Хилла познакомилась с экспериментальным абстрактным искусством. В Парижский период своей жизни она увлеклась теософией и восточными религиями.
В 1911 году Хильда переехала в Мюнхен. Уже в 1912 году она выставила первые картины в Kölnischer Kunstverein, приняла участие в Мюнхенском сецессионе и Салоне Независимых. С тех пор она стала подписывать все работы Hilla Rebay или Hilla v. Rebay. С началом Первой мировой войны вместе с матерью Хилла присоединилась к Красному кресту и ухаживала за ранеными в полевом госпитале, многих разместили в собственном доме фон Ребай. Друг семьи был президентом отделения Красного Креста в Эльзас-Лотарингии. Когда в их город зашли французские войска, священник ночью тайно вывез Хиллу с матерью, спрятавшихся в снопе сена на телеге, и помог переправиться через Рейн.
В 1915 году Хиллу пригласили представить свои картины в стиле кубизм в Базеле и Цюрихе. Чтобы покинуть Германию требовалось специальное приглашение — его отправили супруги Бузони. Феруччо Бузони познакомил фон Ребай со многими современными художниками, в том числе представил ей Жана Арпа. В 1916 через Арпа Хилла познакомилась с учредителем Der Sturm Гервартом Вальденом, благодаря чему её работы с 1917 по 1919 год были представлены в берлинской галерее. Тогда же фон Ребай открыла для себя работы Василия Кандинского и многих других абстракционистов, чьи картины позднее сделала основой собрания Гугенхейма.
Ещё в 23 года Хилла рассказывала матери, что разочаровалась в классической живописи, поскольку та являлась «лишь копированием природы и Божьих созданий». Ей претили «трюки и уловки», благодаря которым художники просчитывали, как будет создан тот или иной эффект. Баронесса фон Ребай была убеждена, что абстракционизм — это искусство и религия будущего. Она верила, что он вбирает в себя те духовные, не выражаемые словами смыслы, которым неведомы границы и которые приведут человечество к гармоничной, прекрасной новой эпохе. Авангардистов она считала её пророками. Говоря об абстракционизме, она пользовалась термином «беспредметное искусство»:
Современное искусство — что за глупое название. Как искусство может быть современным? Как солнечный свет может быть современным? Вы вообще такое слышали? Современное солнце светило сегодня. Мы говорим — беспредметная живопись…
В Der Sturm Хилла познакомилась с художником Рудольфом Бауэром, у них завязался роман. Бауэр был подражателем Кандинского, он поддерживал стремление фон Ребай развиваться в абстракционизме и оказал на неё значительное влияние. Сама Хилла была убеждена, что Бауэр гениален и всю дальнейшую жизнь была ярым пропагандистом его таланта. Однако как современники, так и более поздние исследователи полагают, что как художник Хилла значительно превосходила своего любовника в одарённости и мастерстве. Её работы неоднократно хвалил сам Кандинский, отмечая глубокое соответствие идеям «духовного в искусстве». После 1921-го Бауэр рассорился с Вальденом и ушёл из Der Storm, Хилле пришлось содержать любовника, который начал всё язвительнее критиковать её произведения. Когда связь с Бауэром стала окончательно невыносимой, фон Ребай решила переехать в США.

### Ньй-Йорк
В 1927 году Хилла приехала в Нью-Йорк. Она давала уроки живописи, брала заказы на портреты, работала как оформитель витрин и экспозиций. Хозяйка художественной галереи Мария Штернер устроила персональную выставку фон Ребай, практически все картины с которой были вскоре распроданы. Через Штернер Хилла познакомилась с Соломоном и Ирэн Гуггенхейм. По воспоминаниям Хиллы, супруги стали для неё «вторыми родителями». Они вместе ходили в театр и на выставки, ездили в Европу, в том числе навещали родителей фон Ребай. В доме отца Хиллы в Бадене Соломон Гуггенхейм увидел две работы Бауэра и пришёл в восторг, захотел их купить и представить в Америке. Хилла к тому моменту уже вынашивала план создания «Храма Беспредметности» и не хотела, чтобы выдающиеся шедевры вошли в разрозненные коллекции. По её словам, она уговаривала Гуггенхейма не связываться с абстракционизмом, так как он был «слишком стар, а искусство слишком опережало своё время, чтобы быть принятым публикой». Его жена Ирэн Гуггенхейм была категорически против, её интересовали картины примитивистов и классических французских мастеров. Однако самого Гуггенхейма поразили беспредметники, с 1929 года он стал покупать работы Шагала, Кандинского, Пикассо, Мондриана, Леже и многих других, а консультантом выступала баронесса фон Ребай. Ведущим среди всех абстракционистов Европы Хилла продолжала считать Бауэра и убедила в этом Гуггенхейма. Когда в Германии Адольф Гитлер объявил борьбу с «дегенеративными» беспредметниками, Гуггенхейм стал собирать их картины и по идейным соображениям. В 1937-м году был учреждён фонд имени Соломона Гуггенхейма и Музей беспредметного искусства, а Хилла получила пост директора. Собрание тогда насчитывало свыше 400 картин и продолжало расти, вскоре стало ясно, что им требуется собственное пространство для демонстрации.
В 1939 году музей представил свою первую экспозицию «Art of Tomorrow» («Искусство завтрашнего дня») на временной площадке в Мидтауне. Примечательно, что одним из ассистентов в музее работал молодой Джексон Поллок. Фон Ребай составляла и писала каталоги, расширяла коллекцию фонда и продолжала создавать собственные работы. В 1930-х Хилла подружилась с Катериной Дрейер, собравшей выдающуюся коллекцию картин художников XX века, и считала себя продолжателем её дела. Фон Ребай активно работала над передвижными выставками, отправляя полотна из коллекции Гуггенхейма в музеи по всей стране. В 1946-м она открыла выставку Кандинского, на которой были представлены 227 работ и переводы его трудов «О духовном в искусстве» и «Точка и линия на плоскости».
В обществе фон Ребай имела противоречивую репутацию — ей часто приписывали роман с пожилым Соломоном Гуггенхеймом. Внук магната Питер вспоминал, что в конце концов из-за того, какое количество времени, усилий и денег дед тратил на Хиллу, «мать и бабка стали между собой называть последнюю только „The B.“, причём это „B.“ было вовсе не сокращением от „баронесса“». Кроме того, фон Ребай наживала себе врагов среди коллег и подчинённых из-за авторитарного и непримиримого характера. В 1942 году Хиллу обвинили в шпионаже в пользу фашистской Германии. Вскоре выяснилось, что послужившие причиной для расследования слухи распускал позавидовавший её успеху Бауэр. Примечательно, что незадолго до этих событий фон Ребай ездила в Германию, чтобы внести залог и освободить Бауэра из тюрьмы, а затем помогла ему перебраться в Америку. В 1943-м обвинения были сняты и Хилла приступила к новому этапу развития фонда: строительству музея.
В течение многих лет баронесса обдумывала создание «храма беспредметности», часто в переписке обсуждая его с Бауэром. Когда Соломон Гуггенхейм согласился выделить средства на строительство, выбрать архитектора он предоставил фон Ребай. Она остановилась на кандидатуре Фрэнка Райта, который был близок ей в идеализме и мог мыслить и проектировать «вне шаблонов». Она поставила зодчему задачу создать «храм духа, монумент, не стеснённый предрассудками и историческими стилями», и предложила Райту концепцию здания без лестниц и острых углов, который плавно по спирали поднимается вверх.

### Последние годы
В 1952-м, вскоре после смерти Соломона Гуггенхейма, наследники уволили фон Ребай с поста директора и отстранили от работы в фонде, а сам его переименовали в честь основателя. Из-за финансовых сложностей и споров между попечителями фонда Музей по проекту Райта был достроен и открыт только спустя 7 лет, в 1959-м, а фон Ребай не посетила его ни разу.
После увольнения из фонда Гуггенхейма Хилла основала собственный The Hilla von Rebay Foundation и ещё почти десять лет продолжала активно работать в сфере искусства. С возрастом она отошла от дел, закончив свои дни в одиночестве на своей ферме в Коннектикуте.

## Память
Несколько десятилетий Хиллу фон Ребай помнили в первую очередь как первого директора музея современного искусства и «мессию» беспредметной живописи.
В 1970-х собрание Фонда Хиллы фон Ребай вошло в собрание музея современного искусства имени Соломона Гуггенхейма. Только в 1993 году директор музея Томас Кренс воздал должное вкладу фон Ребай в создание фонда и коллекции и первым опубликовал историю музея, где упоминалась её решающая роль. Первая ретроспективная выставка работ Хиллы была открыта в 2005 году.